# 加須市消防本部
加須市消防本部（かぞししょうぼうほんぶ）は、埼玉県加須市に存在した消防部局（消防本部）。管轄区域は加須市全域。2013年4月、消防広域化により埼玉東部消防組合が発足したのに伴い解散した。同消防本部の前身にあたる加須地区消防組合消防本部もここで扱う。

## 概要

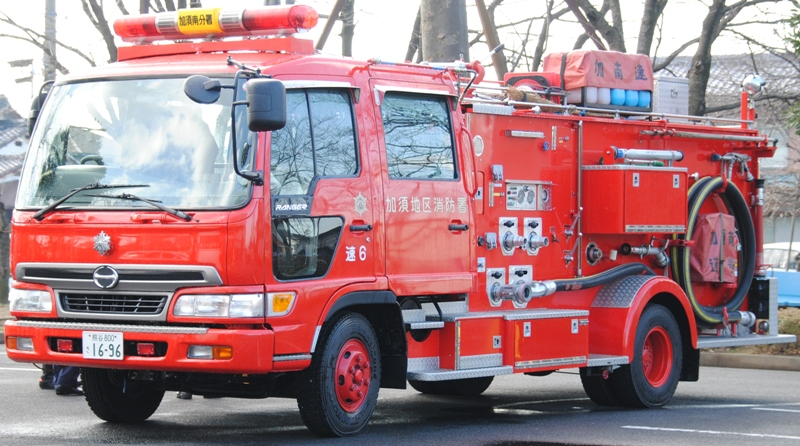
ポンプ車（廃車済み）
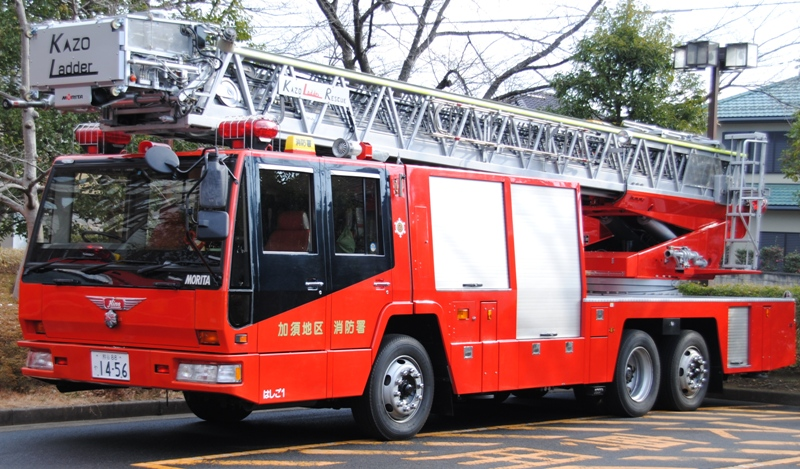
はしご車（廃車済み）
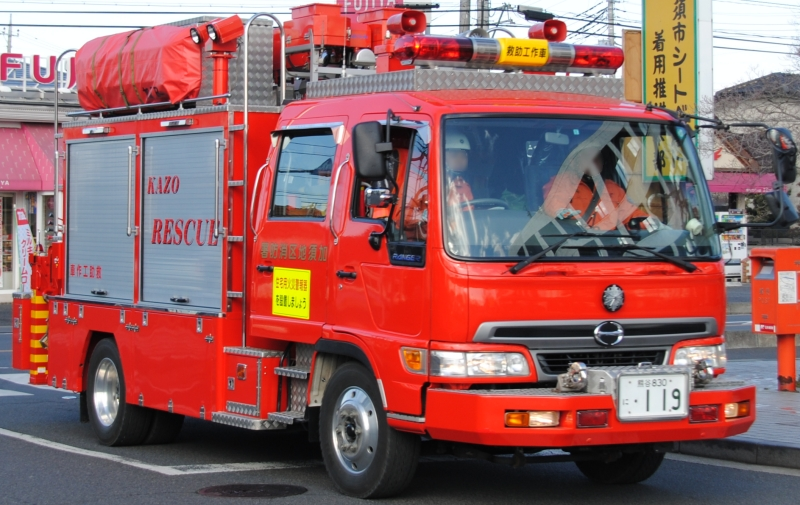
救助工作車
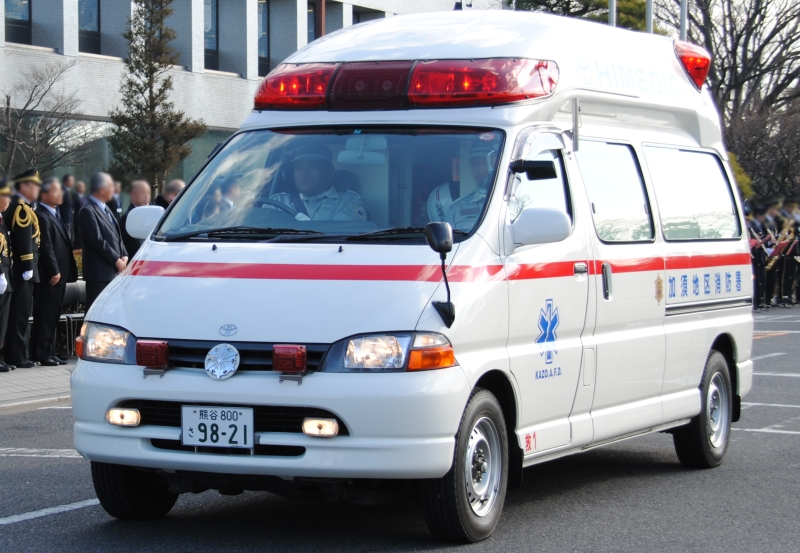
高規格救急車（廃車済み）
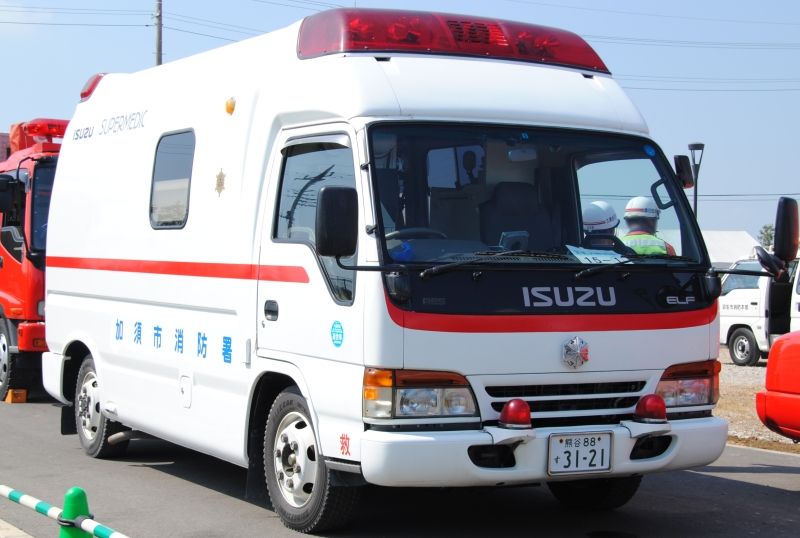
高規格救急車（廃車済み）
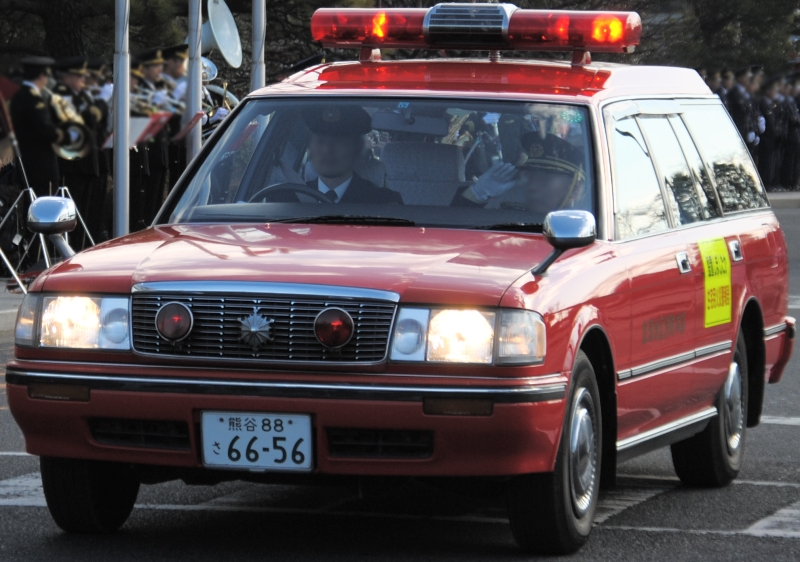
広報指令車（廃車済み）
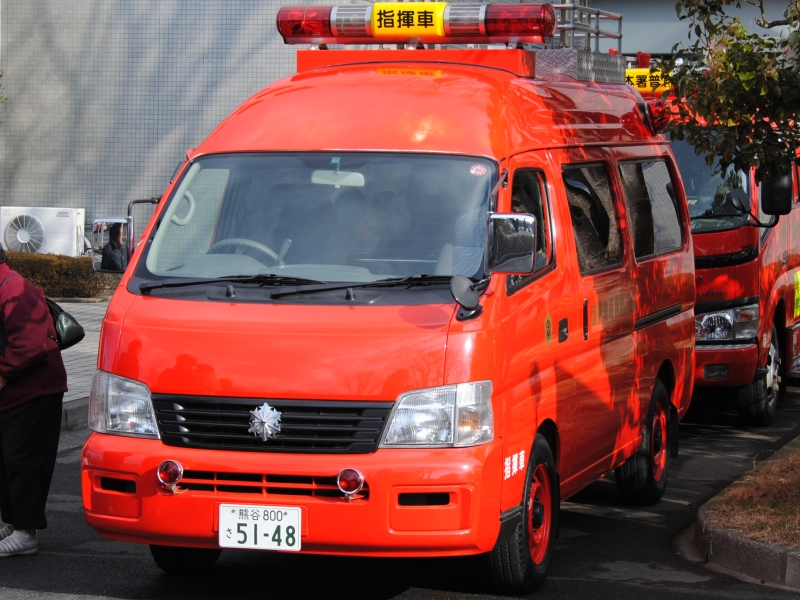
指揮車（廃車済み）

- 組合事務所：加須市大門町19-62
- 消防本部：加須市大門町19-62
- 管内面積：133.47km2
- 職員定数：153人
- 消防署1カ所、分署4カ所
- 主力機械（2006年4月1日現在）
  - 普通消防ポンプ自動車：5
  - 水槽付消防ポンプ自動車：5
  - はしご付消防自動車：1
  - 化学消防自動車：1
  - 救急自動車：6
  - 救助工作車：1
  - 広報指令車：7
  - 資機材搬送車：8
  - 連絡車：5
  - 救助艇：4
  - その他：12

- ポンプ車（廃車済み）
- はしご車（廃車済み）
- 救助工作車
- 高規格救急車（廃車済み）
- 高規格救急車（廃車済み）
- 広報指令車（廃車済み）
- 指揮車（廃車済み）

## 沿革
- 1957年6月　加須市消防本部を開設。
- 1959年9月　加須市消防署を開設。
- 1968年1月　救急業務を開始。
- 1968年11月　消防新庁舎が現在地に落成。
- 1974年4月　加須地区消防組合を設立。加須市消防本部が加須地区消防組合消防本部に移行し、1署3分署（騎西分署・大利根分署・北川辺分署）体制で発足。
- 1974年10月　大利根分署、北川辺分署に救急車を配備。
- 1978年10月　消防音楽隊が発足。
- 1985年3月　騎西分署に救急車を配備。
- 1987年2月　消防署に救助工作車を配備。
- 1996年3月　消防署に高規格救急車を配備。
- 1997年3月　騎西分署に高規格救急車を配備。
- 1998年3月　大利根分署に高規格救急車を配備。
- 1999年2月　北川辺分署に高規格救急車を配備。
- 2000年4月　加須南分署を開設。
- 2000年9月　加須南分署に高規格救急車を配備。
- 2010年3月　加須市、北埼玉郡騎西町・大利根町・北川辺町の合併に伴い、加須地区消防組合を解散、加須市消防本部に移行。
- 2013年4月　加須市消防本部・幸手市消防本部・白岡市消防本部・杉戸町消防本部・久喜地区消防組合が統合され埼玉東部消防組合が発足したのに伴い解散。

## 組織
- 組合議会
  - 議員定数：20人（旧加須市：10人、旧騎西町：4人、旧大利根町：3人、旧北川辺町：3人）
- 執行機関
  - 管理者：1人（加須市長）
  - 副管理者：3人（騎西町長、大利根町長及び北川辺町長）
  - 会計管理者
  - 監査委員：2人
- 本部－総務課、予防課、警防課、通信指令課
- 消防署

## 消防署
| 消防署               | 住所              | 分署                                                                                              |
| -------------------- | ----------------- | ------------------------------------------------------------------------------------------------- |
| 加須市消防本部消防署 | 加須市大門町19-62 | 騎西：加須市騎西3-2 大利根：加須市北下新井773 北川辺：加須市麦倉1258-1 加須南：加須市下高柳1932-1 |

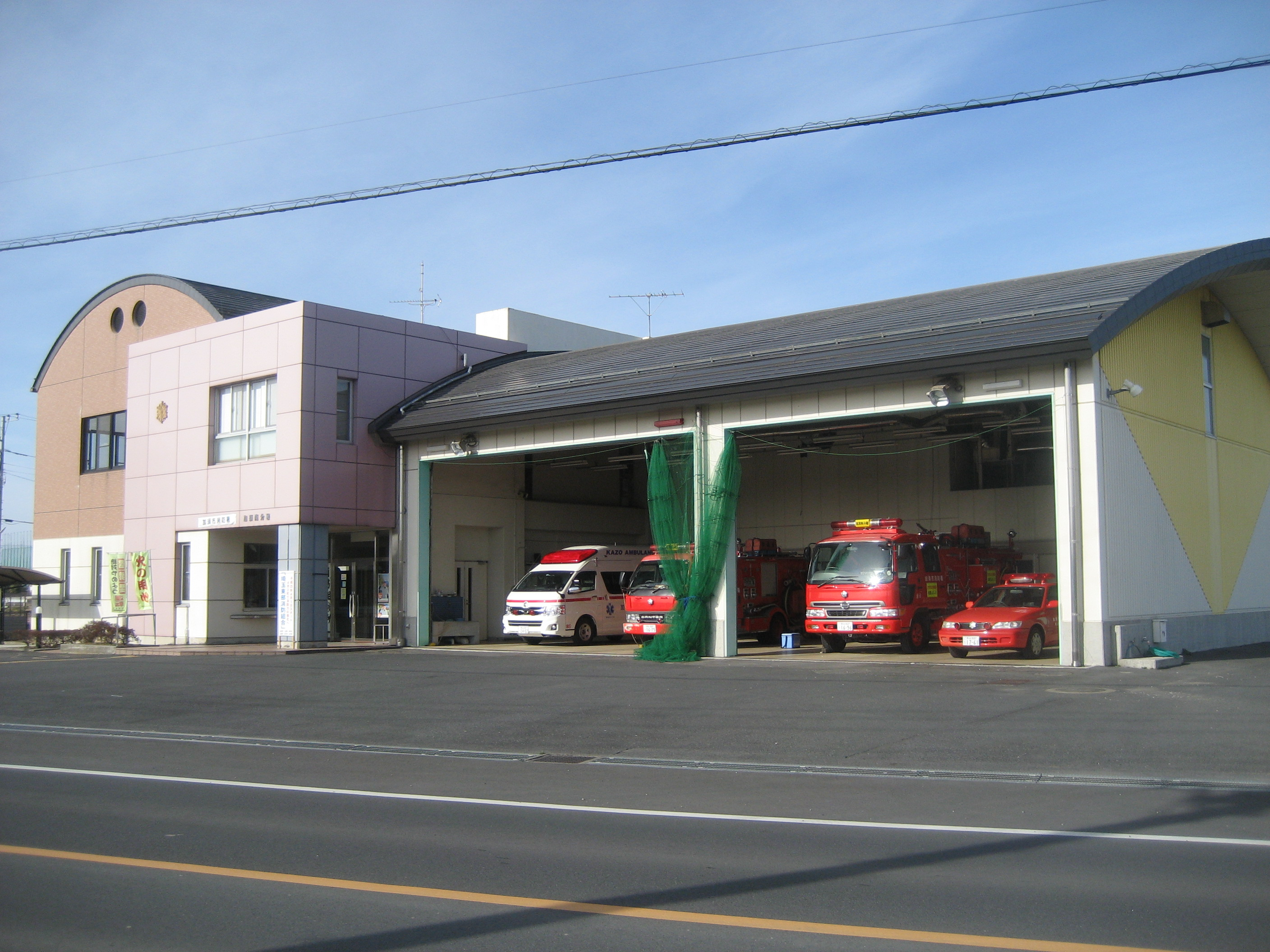
加須南分署
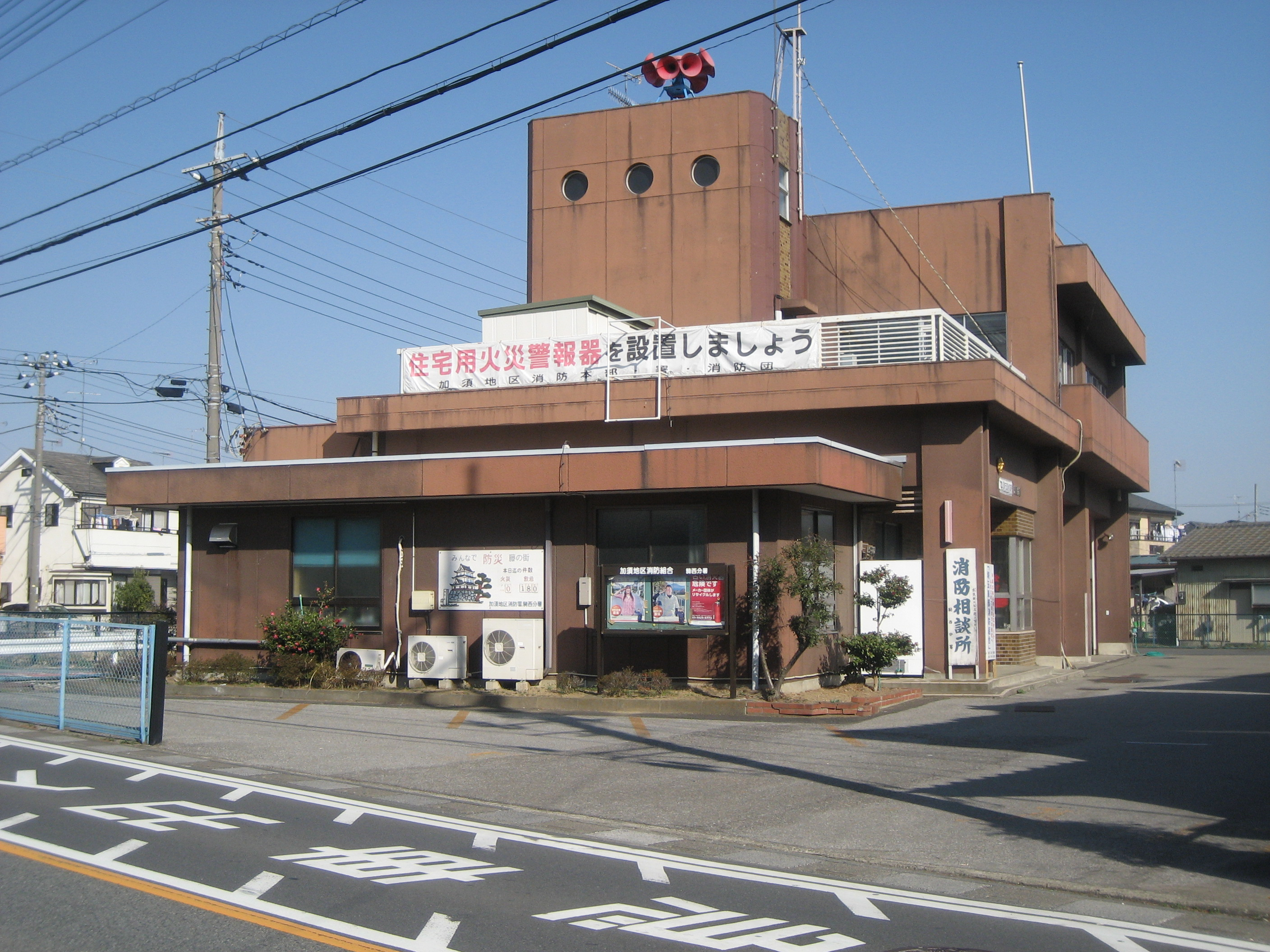
騎西分署
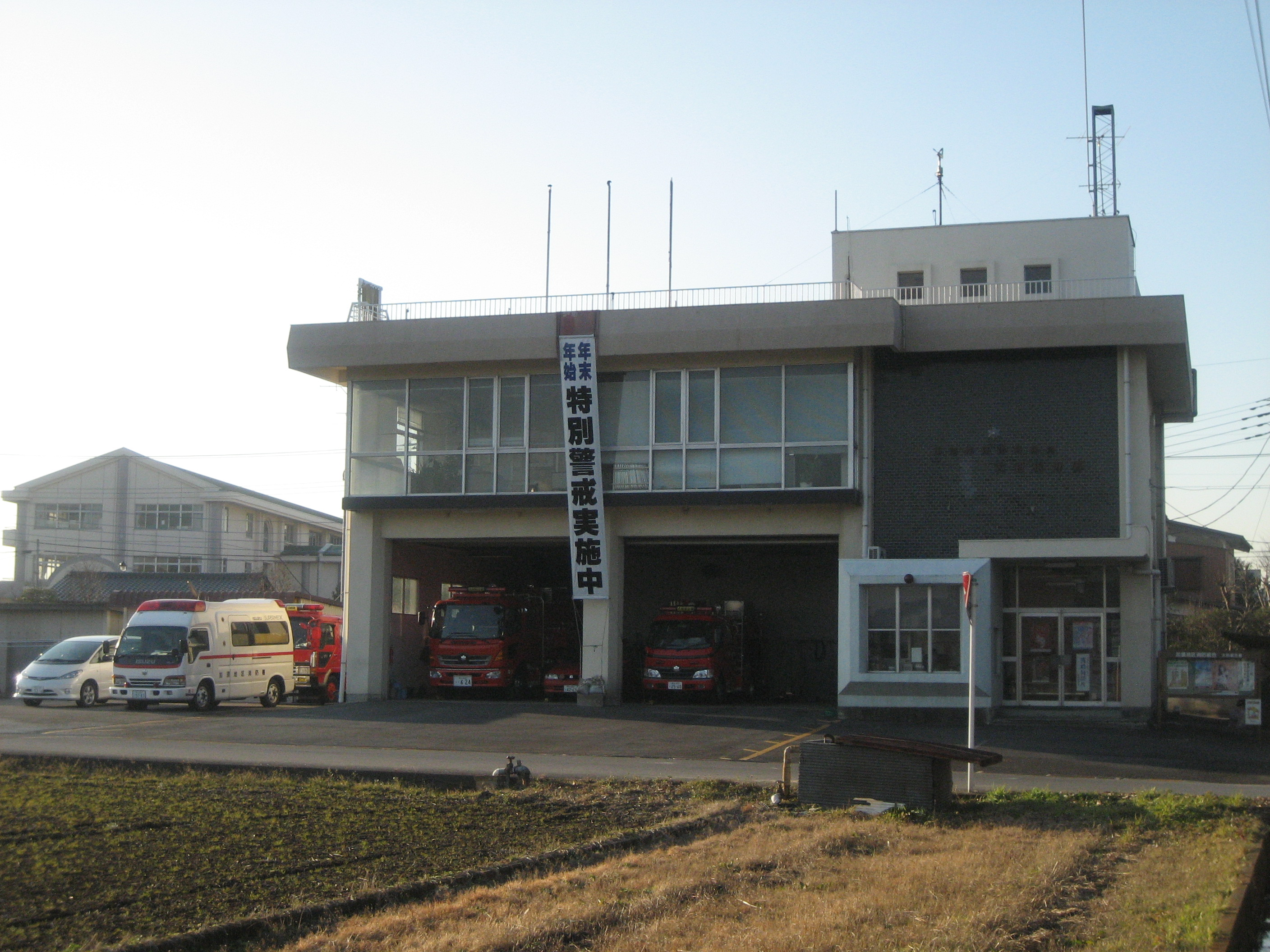
大利根分署
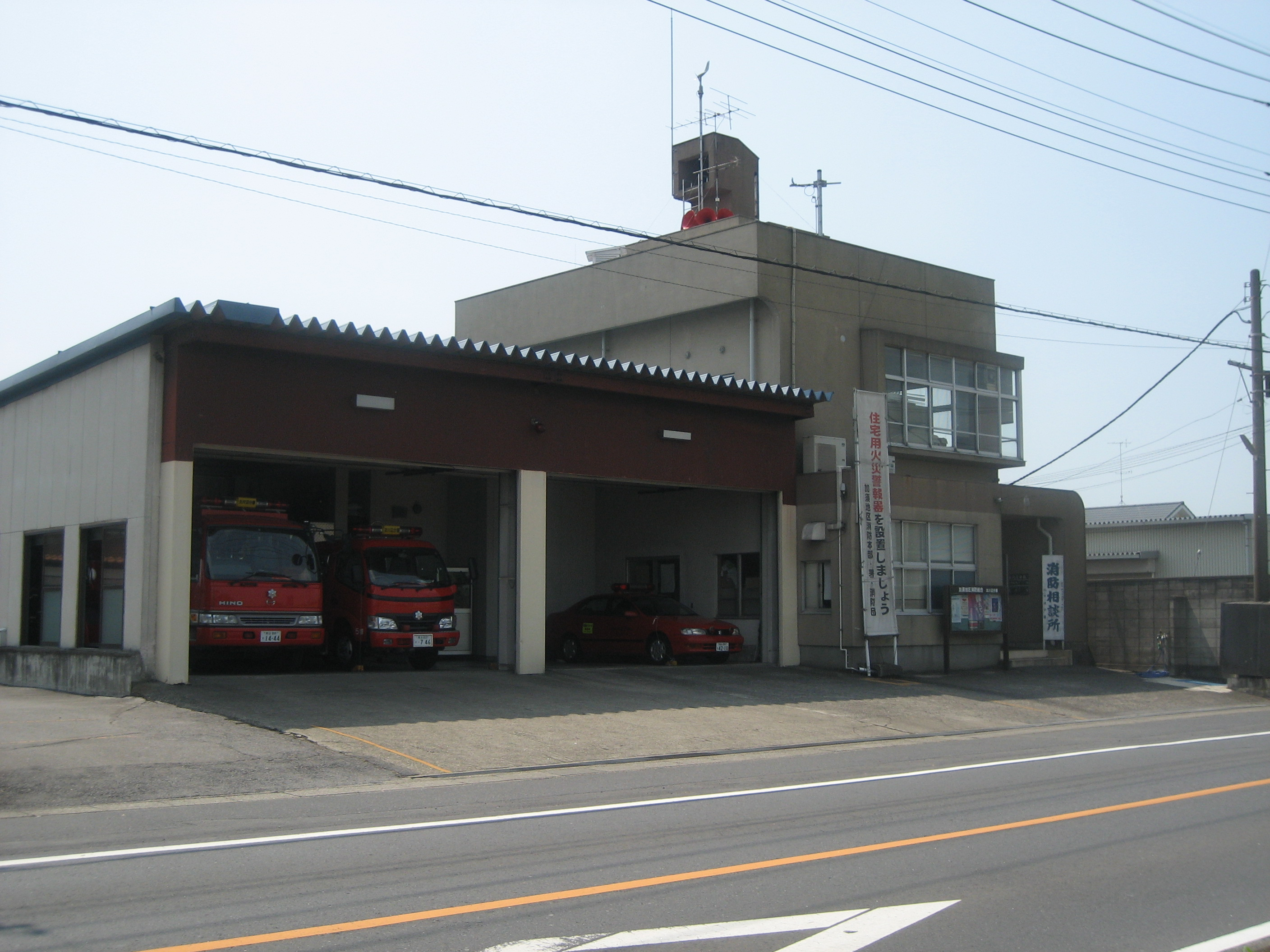
北川辺分署